# Misumenops bivittatus
Misumenops bivittatus är en spindelart som först beskrevs av Eugen von Keyserling 1880.  Misumenops bivittatus ingår i släktet Misumenops och familjen krabbspindlar. Inga underarter finns listade i Catalogue of Life.